# 기타히라야나기촌
기타히라야나기촌(北平柳村)은 사이타마현 기타아다치군에 설치되었던 촌이다. 현재의 가와구치시에 해당한다.